# Бакенхонсу II
Бакенхонсу II (*д/н — 1172 до н. е.) — давньоєгипетський політичний діяч часів занепаду XIX й початку XX династій, верховний жрець Амона у Фівах у 1199/1197—1172 роках до н. е. за володарювання фараонів Сеті II, Саптаха, Таусерт, Сетнахта і Рамсеса III.

## Життєпис
Походив зі фіванського жрецтва. Син Аменемопета, начальника писарів та вояків-новобранців Амона. Стосовно його предків існує декілька версій: був сином Нефертарі й онуком верховного жерця Бакенхонсу I або сином чи онуком верховного жерця Ромароя. Ім'я молодшого сина останнього невідомо, знано, що той був жерцем в якомусь храмі поблизу Фів. Тому можливо він згодом отримав посаду в самих Фівах. За ще однією версією Аменемопет був одружений з Тайбесі, донькою або онукою Бакенхонсу чи Ромароя. Тому Бакенхонсу отримав своє ім'я на честь впливового предка. Тайбесі обіймала посаду священної співачки Амона.
Належність до роду Бакенсонсу I напевне сприяло стрімкій кар'єрі Бакенхонсу-молодшого. Доволі швидко став Четвертим пророком (жерцем) Амона за правління фараона Мернептаха, а при Сеті II був вже Першим пророком Амона та головою всіх пророків усіх богів Фів.
У 1199 або 1197 році до н. е. після смерті родича Ромароя стає новим верховним жерцем Амона. За період каденції Бакенхонсу II Фіванський округ остаточно перетворився на окрему територію (князівство), яке майже не контролювалося фараонами. Цьому сприяла боротьба за владу з часів Сеті II. Надалі статус і майнове становище Бакенхонсу II лише поліпшувалися.
Верховний жрець Амона підтримав сходження на трон Сетнахта, що став засновником XX династії. Натомість отримав значні права, підвладні міста та копальні. В цей час Бакенхонсу II звів у власному поминальному храмі стелу з розповіддю середньоєгипетською мовою про своє життя та діяльність. Тут вказується на незалежний статус Бакенхонсу II від влади фараона. Також розповідається про відновлення зусиллями верховного жерця храмового комплексу та самих Фів, що постраждали в період падіння XIX династії, боротьби за трон.
Бакенхонсу II намагався передати владу своєму синові Аменемопету, який був Першим пророком Амона в Луксорі, але коли верховним жрець у 1172 році до н. е. помер, його наступником став представник впливового фіванського роду Усермаатренакт.